# Immetalia
Immetalia es un  género de lepidópteros perteneciente a la familia Noctuidae. Es originario de las islas del Océano Pacífico.

## Especies
- Immetalia bernsteinii Vollenhoven, 1863
- Immetalia celebensis Rothschild, 1896
- Immetalia cyanea Rothschild, 1896
- Immetalia eichorni Rothschild & Jordan, 1901
- Immetalia longipalpis Kirsch, 1877
- Immetalia meeki Rothschild, 1896
- Immetalia saturata Walker, [1865]